# کالواری (فیلم)
کالواری (به انگلیسی: Calvary) فیلمی درام به نویسندگی و کارگردانی جان مایکل مک دونا محصول سال ۲۰۱۴ و کشور ایرلند است.
این فیلم با وجود استقبال کم تماشاچیان دارای نقد های مهم روانشاسی است.

## داستان
یک کشیش خوش طینت به دنبال تهدید شدن در یک جلسه اعتراف، باید با نیروهای تاریکی که به او نزدیک می‌شوند مبارزه کند و….

## بازیگران
- برندن گلیسون در نقش پدر جیمز

او یک کشیش صادق و خوش قلب است که در عین زندگی عارفانه و پر قناعتش از شادی به دور نیست و سعی می کند به مردم نشان دهد که لذت و خوشبختی از زندگی دینی دور نیست و ایمان به زندگی انسان معنا می بخشد.
- کلی ریلی در نقش فیونا،دختر جیمز

او به تنهایی در دوبلین زندگی می کند و به تازگی بعد از جدا شدن از دوست پسرش اقدام به خودکشی کرده است.او از اینکه در کنار پدرش زندگی نمی کند ناراحت است.
- کریس اودوود در نقش جک برنان

جک در فروشگاه شهر قصاب است.او روابط خوبی با همسرش ندارد و همسر وی نیز با مردان دیگر سر می کند.
وی در کودکی توسط کشیش قبلی بارها مورد تجاوز قرار گرفته و می خواهد با کشتن جیمز انتقام بگیرد و در نهایت موفق می شود.
- آیدان گیلن در نقش دکتر فرانک هارت

وی متخصص بیهوشی در بیمارستان شهر است.او نیز مثل بقیه اهالی کشیش ها را از لحاظ جنسی و مالی دروغگو و فاسد می داند.
- آیزاک دو بانکوله در نقش سیمون

تعمیرکار خودرو است و از ساحل عاج به این مکان نقل مکان کرده است.سرگرمی او معاشرت با زنان است و اعتراف می کند که او را به خاطر آفریقایی بودنش می پسندند.
ام امت والش در نقش جرالد رایان
رایان قصد دارد کتابی با موضوع کارآگاهی و اکشن بنویسد و از شخصیت های پوآرو و جیمز باند الهام می گیرد.او برای آرامش به این مکان آمده و در انتهای عمر به دنبال شهرت می گردد.
- ماری ژوزه کروز در نقش فاحشه شهر

- دامنل گلیسون در نقش فردی جویس

قاتل روانی و آدمخوار؛او پیش کشیش توبه کرده و با پدر جیمز دوستی دارد.
- کیلین اسکات در نقش میلو هرلی

پسری که اعتراف می کند تاحالا با هیچ زنی نبوده و از پورنوگرافی استفاده می کند.در نهایت چون هیچ شغلی ندارد و هیچ رابطه عاشقانه ای ندارد به ارتش می پیوندد.
- پت شُرت در نقش کافه چی

او یک شکست خورده است و بودایی شده.کافه اش درآمد زیادی ندارد و با کشیش دشمن است.
- اوئن شارپ در نقش لئو

او یک همجنسگراست که با پلیس بازنشسته ای رابطه دارد.

## نقد و بررسی
- امتیاز ۷٫۶ از بین ۱۰۲۱۱ امتیاز در سایت ای ام دی بی
- امتیاز ۸۹٪ از ۱۳۲ نقد و بررسی(منتقدان فیلم)
- امتیاز ۳٫۵ از ۴ توسط نقد جناب گلن کنی منتقد سایت راجر ایبرت

مک‌دانا، نمایش هفتهٔ آخر از عمر کشیشی دلسوز را نشانه رفته و از روزنهٔ حیات او، شخصیت‌هایی را معرفی می‌کند که هر یک در جایگاه خود می‌توانند جهان‌بینی‌های انسان‌های امروز را نمایندگی کنند. مخاطب به‌کلی محو رمزگشایی از روابط پیچیدهٔ انسان‌های عمیقاً ناامید در شهری ماتم‌زده و رو به انحطاط اخلاقی شده و با تعقل در دیالوگ‌های بین آن‌ها، به دنبال پاسخی برای پرسش‌های هستی‌شناسانهٔ خویش می‌گردد، به گونه‌ای که تا صحنهٔ آتش‌سوزی در کلیسا، دیگر دغدغه‌ای برای کشف فرد تهدیدکننده ندارد. سیر روایت داستان در راستای پرده‌برداری از قاتل احتمالی نیست و معرفی قاتل در انتهای قصه، با شوکی بزرگ هم برای جیمز و هم مخاطب همراه است.
جیمز کشیش متفاوت و نوگرایی‌ست. بر خلاف تصوری که از جامعهٔ کشیش‌ها وجود دارد، فرزند دختری دارد. در کمال ساده‌زیستی، ماشین زیبای قرمزرنگ و سگی دوست‌داشتنی دارد. او فردی اجتماعی‌ست که از حضور در بین مردم و کمک به حل مشکل‌های آن‌ها ابایی ندارد. او سعی در کشف و رسوایی گناهان مردم یا شکستن حریم خصوصی آن‌ها ندارد و فقط می‌کوشد تا ایمان را در کسانی که قلب‌شان آمادهٔ توبه است، زنده کند و صلح را در روابط انسانی برقرار سازد.
شخصیت‌هایی که پدر جیمز دائم با آن‌ها کلنجار می‌رود و می‌کوشد تا به داشتن ایمانی استوار هدایت‌شان کند، در نگاه اول کاریکاتوری به چشم می‌آیند و مخاطب خود را در میانهٔ جهان گروتسکی پیدا می‌کند که در آن، مردم با وجود حضور فیزیکی در مراسم کلیسا، هیچ کورسوی ایمانی به مبلغ مذهبی‌شان ندارند. اما رفته‌رفته با درگیر شدن در اعتقاد مردم شهر درمی‌یابیم که کلیسا با گذشته‌ای شرم‌آور و توشه‌ای مملو از رسوایی، چنان بدبینی را در قلب انسان‌های شهر کاشته که هر یک با بهانه‌ای نسبت به اندیشهٔ ایمان و توبه بی‌تفاوت‌اند.در ابتدای این فیلم جمله ای از سنت آگوستین آمده است که مفهوم کل فیلم را در بر میگرد:از امید دست مشویید زیرا یکی از دزدان نجات یافت بر گناه اصرار نکنید زیرا یکی از دزدان محکوم شد.
شخصیت هایی که در این داستان به تصویر کشیده شده اند هر یک نمادی از انسان های جامعه هستند.